# Ararat (pokrajina)
Ararat (armenski: Արարատ) je jedna od deset pokrajina u Armeniji. Glavni grad joj je Artašat.

## Karakteristike
Pokrajina Ararat nalazi se u središnjem južnom dijelu Armenije, površina joj je 2.096 km² u njoj prema podacima iz 2002. godine živi 252.665 stanovnika, dok je prosječna gustoća naseljenosti 120 stanovnika na km².

## Administrativna podjela
Pokrajina je podjeljena na tri okruga i 97 općina od kojih su četiri urbane a 93 ruralne.

## Granica
Ararat graniči s Azerbajdžanom i Turskom te armenskim pokrajinama:
- Armavir - sjeverozapad
- Kotajk - sjever
- Gegharkunik - istok
- Vajots Dzor - jugoistok

## Vanjske poveznice
- Službena stranica pokrajine  Arhivirana inačica izvorne stranice od 26. svibnja 2015. (Wayback Machine)